# Ape (Lettonie)
Pour les articles homonymes, voir Ape.
Ape est une ville de Lettonie, située dans la région de Vidzeme, à la frontière estonienne, à 177 km au nord-est de Riga sur la rivière Vaidava. Elle a été fondée en 1420 et obtint le statut de ville en 1928. Jusqu'à la réforme territoriale du 2009, la commune faisait partie du district de Alūksne (Alūksnes rajons). Aujourd'hui, c'est le centre administratif de Apes novads. Les principales activités économiques sont le travail du bois et l'industrie agroalimentaire.
À 2 km de la localité passe l'autoroute A2, reliant Riga à la frontière estonienne.

## Personnalités
- Andris Šķēle, homme politique

## Galerie

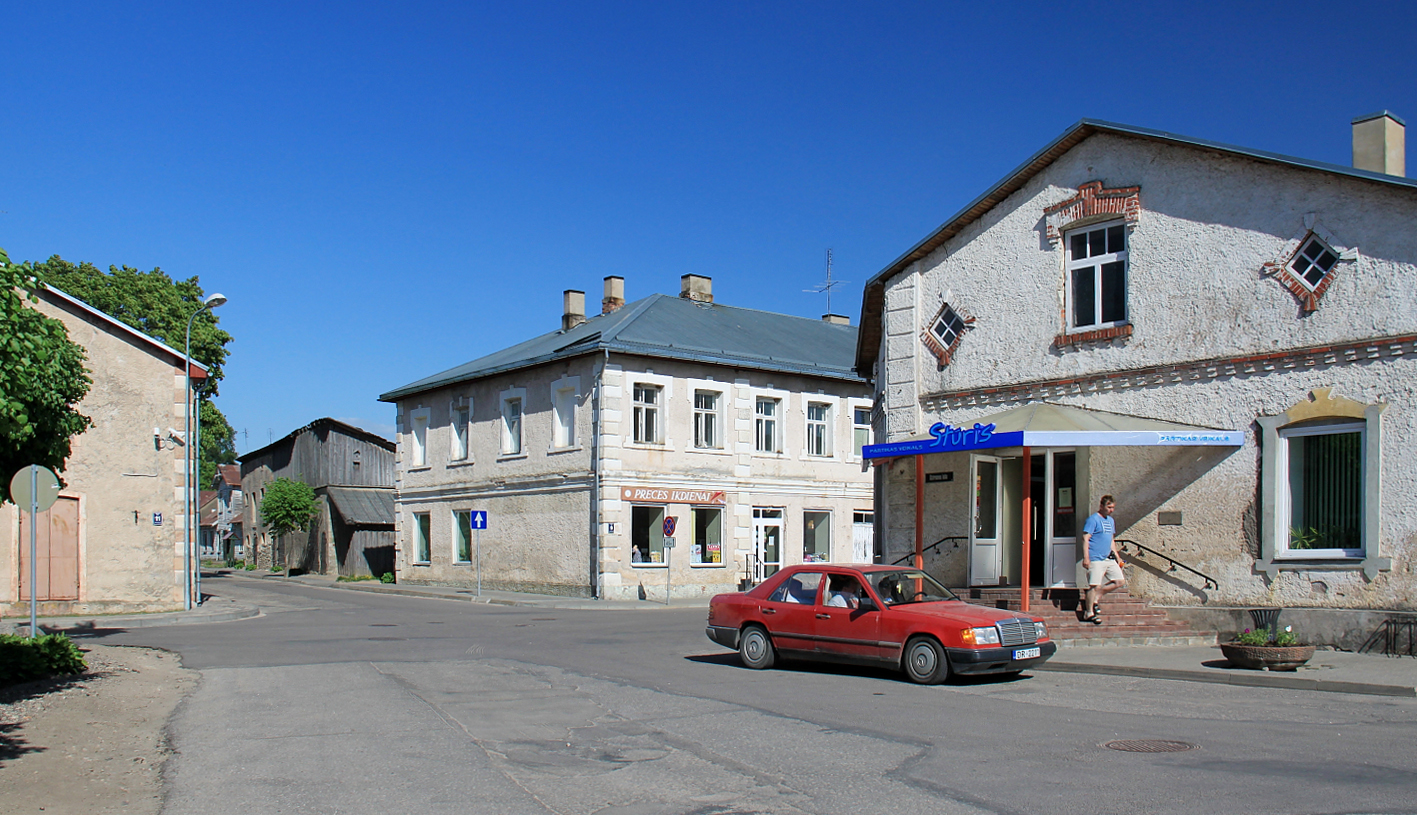
Centre ville de Ape
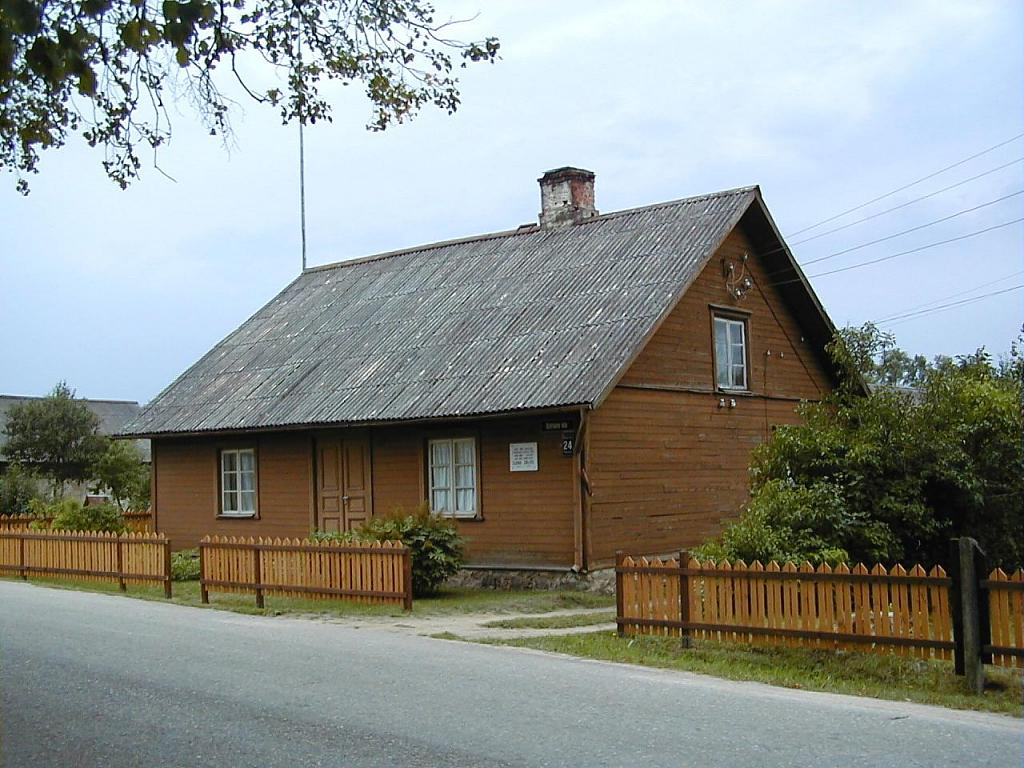
Musée de l'écrivaine Elīna Zālīte
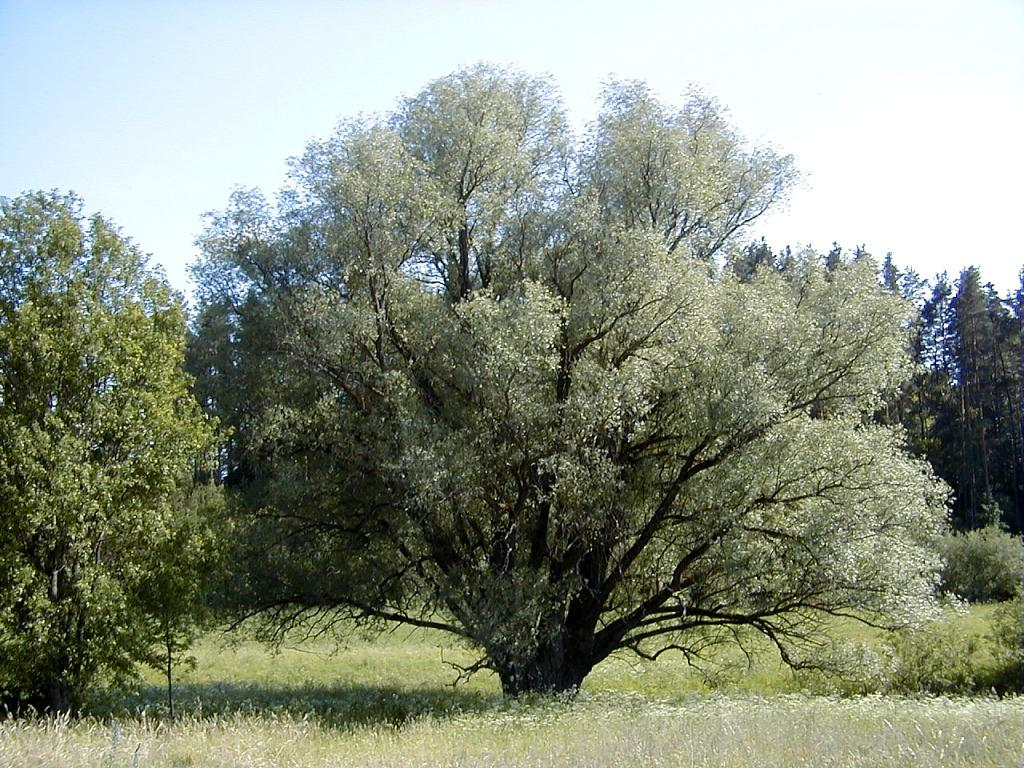
Le saule remarquable de Ape
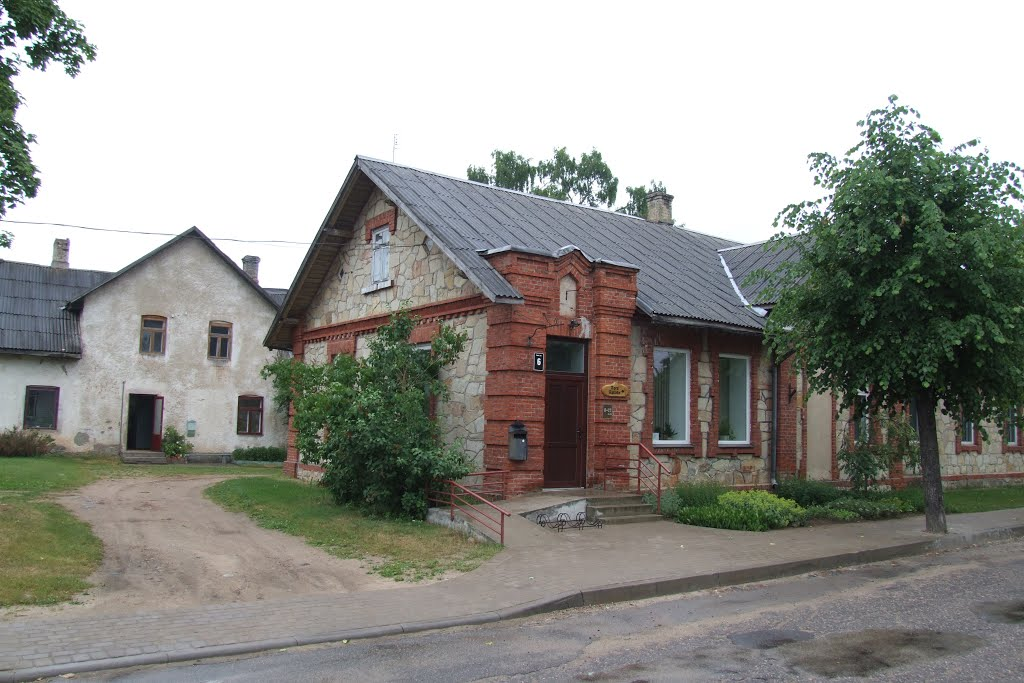
Gare ferroviaire désaffectée
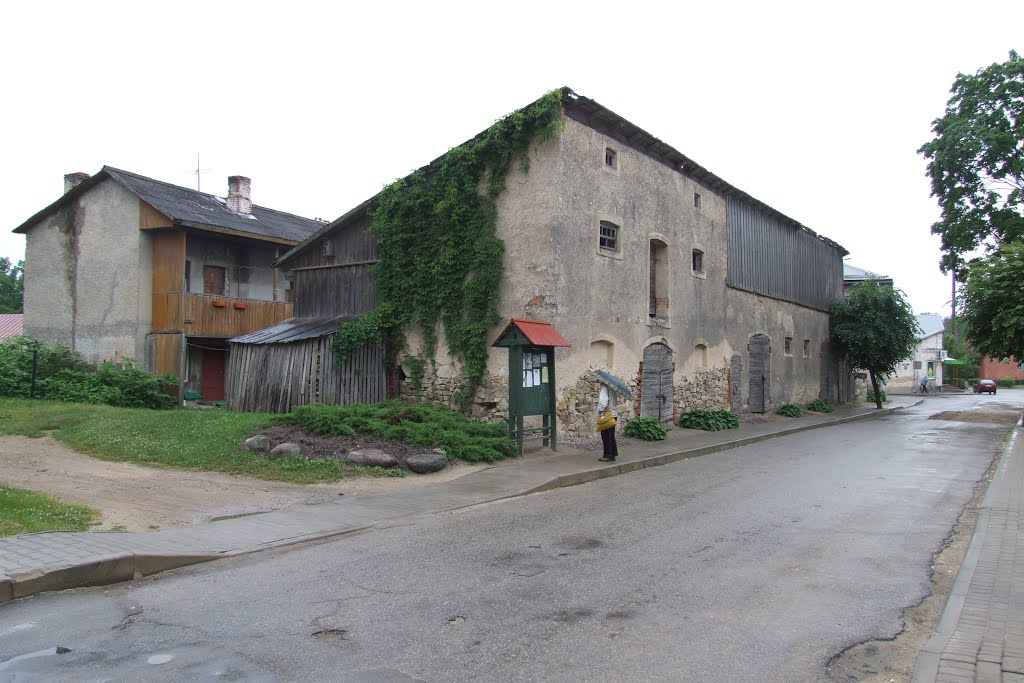
Vieille rue dans Ape
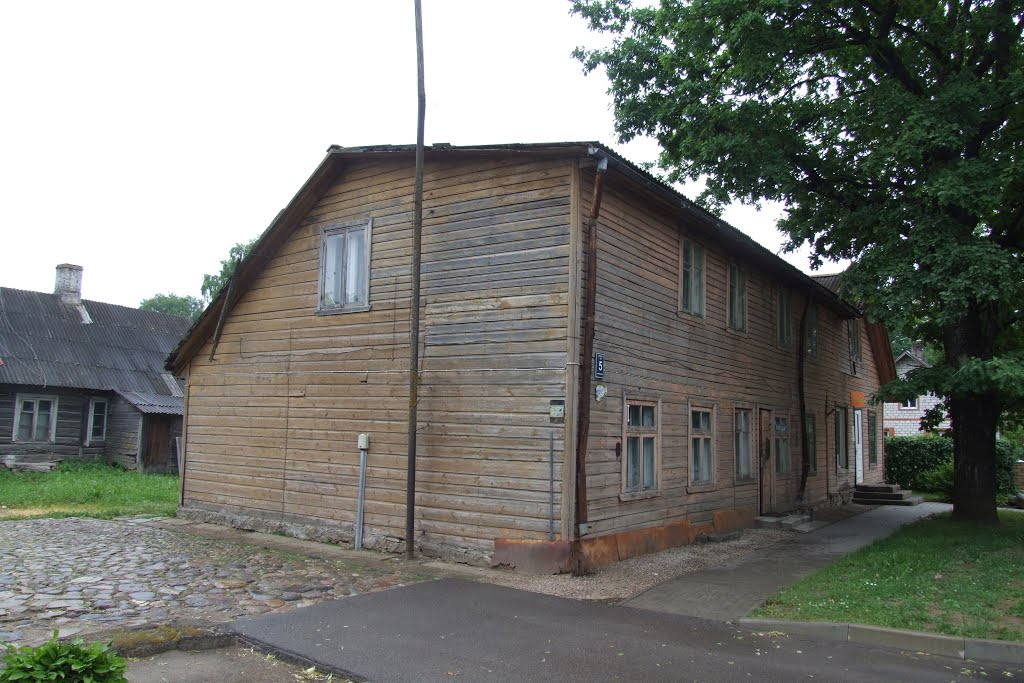
Rue Stacijas